# Chytobrya
Chytobrya là một chi bướm đêm thuộc họ Noctuidae.